# Bulbostylis lanifera
Bulbostylis lanifera är en halvgräsart som först beskrevs av Johann Otto Boeckeler, och fick sitt nu gällande namn av Georg Kükenthal. Bulbostylis lanifera ingår i släktet Bulbostylis och familjen halvgräs. Inga underarter finns listade i Catalogue of Life.